# Haschbach am Remigiusberg
Haschbach am Remigiusberg est une municipalité de la Verbandsgemeinde de Kusel, dans l'arrondissement de Kusel, en Rhénanie-Palatinat, dans l'ouest de l'Allemagne.

## Personnalités liées à la ville
- Georges-Gustave de Palatinat-Veldenz (1564-1634), comte palatin né au château de Michelsbourg